# Puyehue (ort)
Puyehue är en ort i Chile.   Den ligger i regionen Región de Los Lagos, i den södra delen av landet, 800 km söder om huvudstaden Santiago de Chile. Puyehue ligger 211 meter över havet och antalet invånare är 3 932. Den ligger vid sjön Lago Puyehue.
Terrängen runt Puyehue är platt. Runt Puyehue är det mycket glesbefolkat, med 6 invånare per kvadratkilometer..
Trakten runt Puyehue består i huvudsak av gräsmarker.